# Gymnetis pulchra
Gymnetis pulchra är en skalbaggsart som beskrevs av Nils Samuel Swederus 1787. Gymnetis pulchra ingår i släktet Gymnetis och familjen Cetoniidae. Inga underarter finns listade i Catalogue of Life.